# ホカ大語族
ホカ大語族（Hokan languages）は、アメリカ合衆国西部とメキシコを中心とする諸言語・語族を含む仮説段階の大語族。地理的に大きく分断された地域に分布する。
ホカ大語族が有効かどうかは現在も学者によって議論が分かれる。

## 学説
ホカ大語族は、1913年に人類学者のローランド・ディクソンとアルフレッド・L・クローバーによって、当時知られていたカリフォルニア州の21種類の語族ないし言語を整理するため、ペヌーティ語族とともに立てられた。ペヌーティ語族と同様に、「ホカ」という名称は、これらの言語で数の2を意味する語に由来する。
1913年の段階では、以下の7つの言語・語族をまとめてホカ語族としていた。
- カロック語（英語版）
- チマリコ語（英語版）
- シャスタ語族（英語版）（パライフニフ語族（英語版）を含む[3]）
- ポモ語族（英語版）
- ヤナ語（英語版）
- エセレン語
- ユーマ語族（コチミ語（英語版）を含む）

また、チュマシュ語族とサリナ語をあわせて「イスコム語族」と呼び、この2つもホカ系に含めることができるかもしれないとしていた。
これらのうち、ユーマ語族はカリフォルニア州以外にアリゾナ州およびメキシコのバハ・カリフォルニア半島とソノラ州に広がるが、それ以外はごく狭い範囲で話される語族である。
1915年、クローバーはメキシコのセリ語とテキストラテック語族を加えた。1919年のディクソンとクローバーの著書ではイスコム語族を統合し、さらにワショ語を追加した。
エドワード・サピアもホカ大語族に関する研究を発表していたが、1920年代にはさらにコアウィルテコ語族とスパネック諸語をこの語族に含めた。ただし、現在後者はオト・マンゲ語族に含められている。1929年のブリタニカ百科事典の記事で、サピアはホカ大語族を含む巨大な「ホカ＝スー大語族」を提案している。
1953年、ジョーゼフ・グリーンバーグとモリス・スワデシュはホンジュラスの孤立した言語であるヒカケ語（トル語）をホカ大語族に加えた。
1988年にテレンス・カウフマンはホカ祖語を構築する試みを行った。
最近の研究ではチュマシュ語族をホカ大語族から除く傾向がある。